# 徐仕宏
徐仕宏（1998年3月23日—）為臺灣男子籃球運動員，最後效力於超級籃球聯賽彰化璞園柏力力，排灣族人，來自屏東，自來義高中畢業後因為家中狀況決定從軍，在宜蘭蘇澳當4年海軍，2021年回到屏東在工地工作，2023年7月於超級籃球聯賽新人選秀會第六輪獲得彰化柏力力青睞。

## 外部連結
- 徐仕宏在Eurobasket.com（球員）（英语）
- 徐仕宏在Flashscore（英语）